# Staatsgalerie Altdeutsche Meister

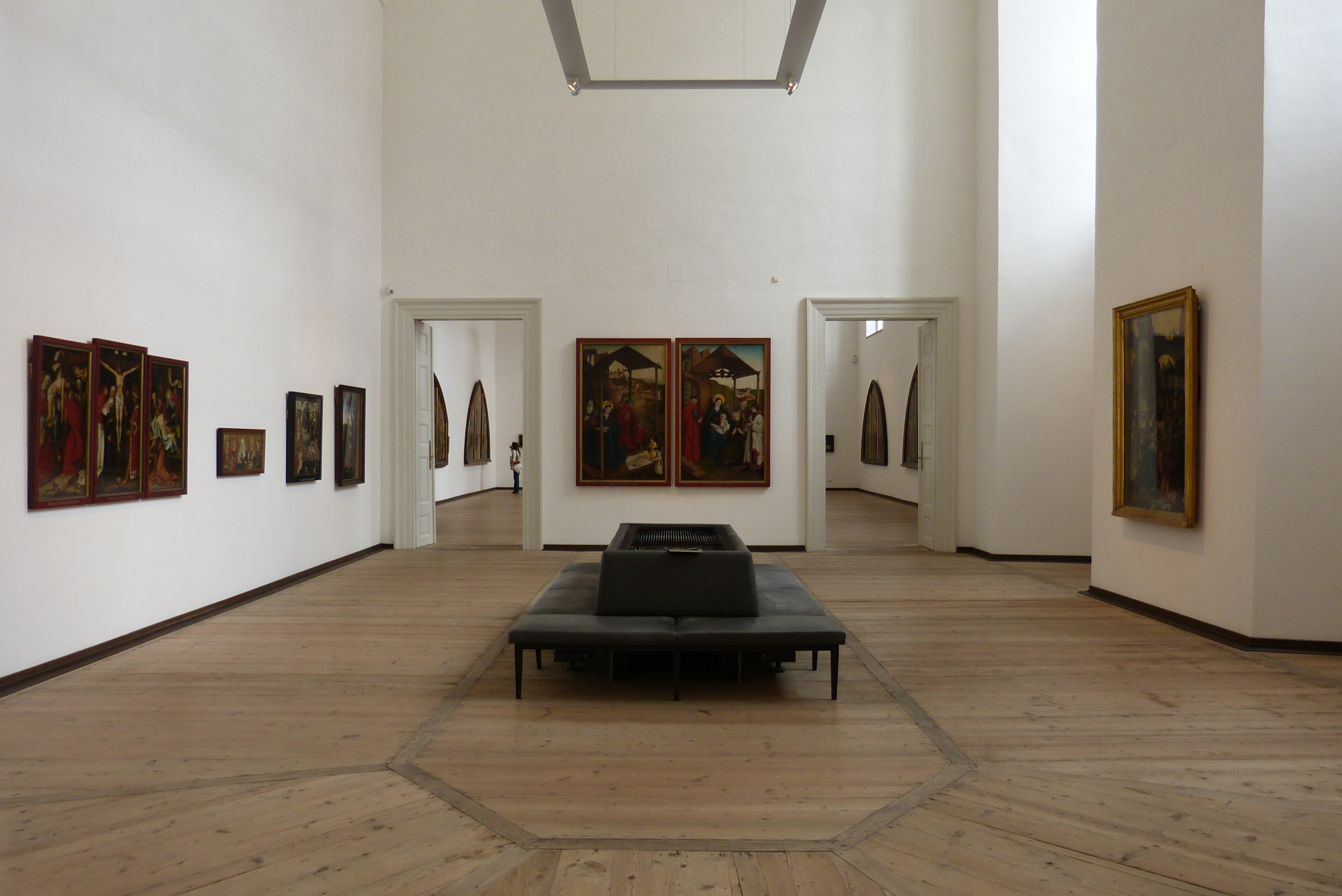
Blick vom Zugang im Osten in den Chorraum der ehemaligen Katharinenkirche.

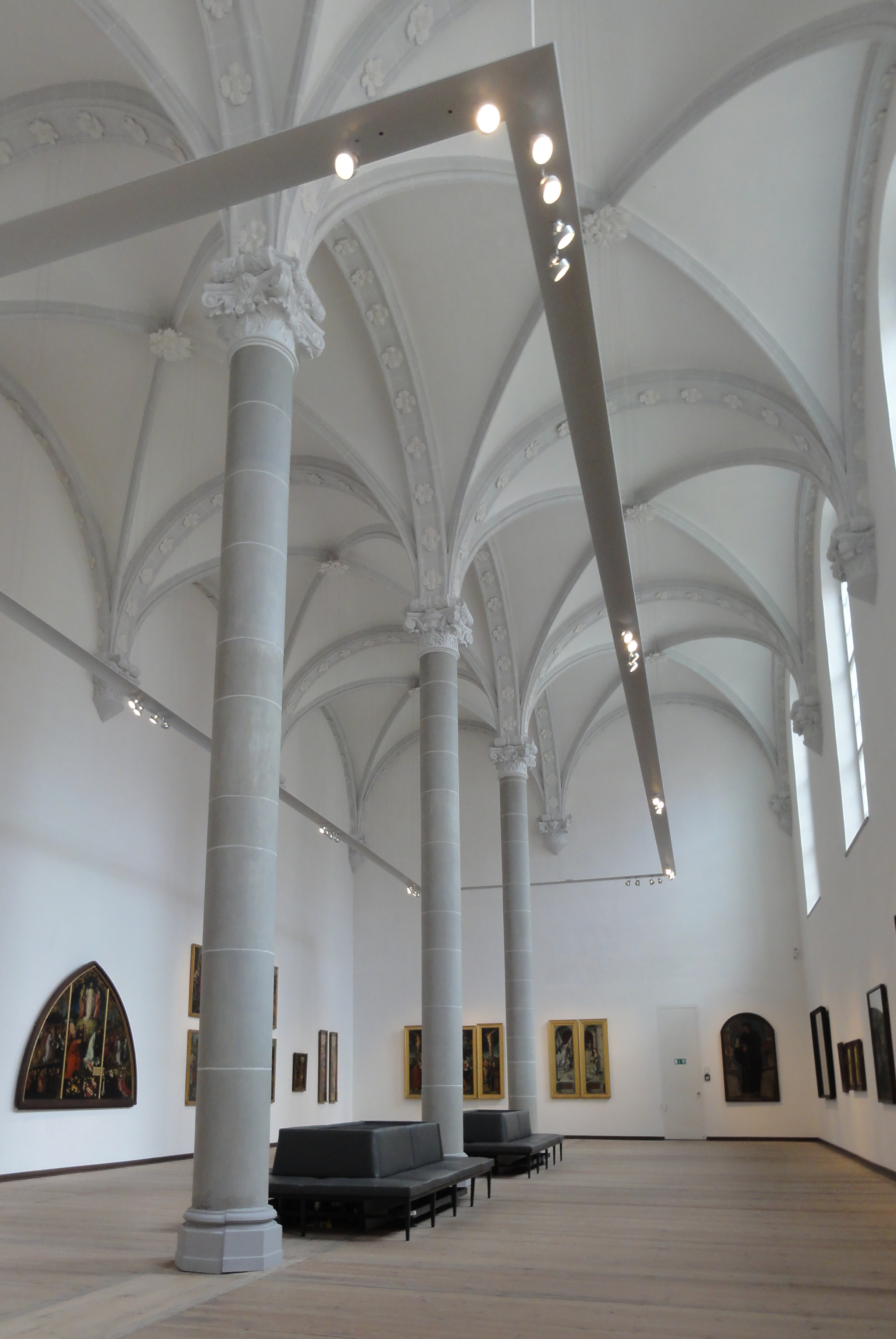
Die Decke mit Kreuzgewölben

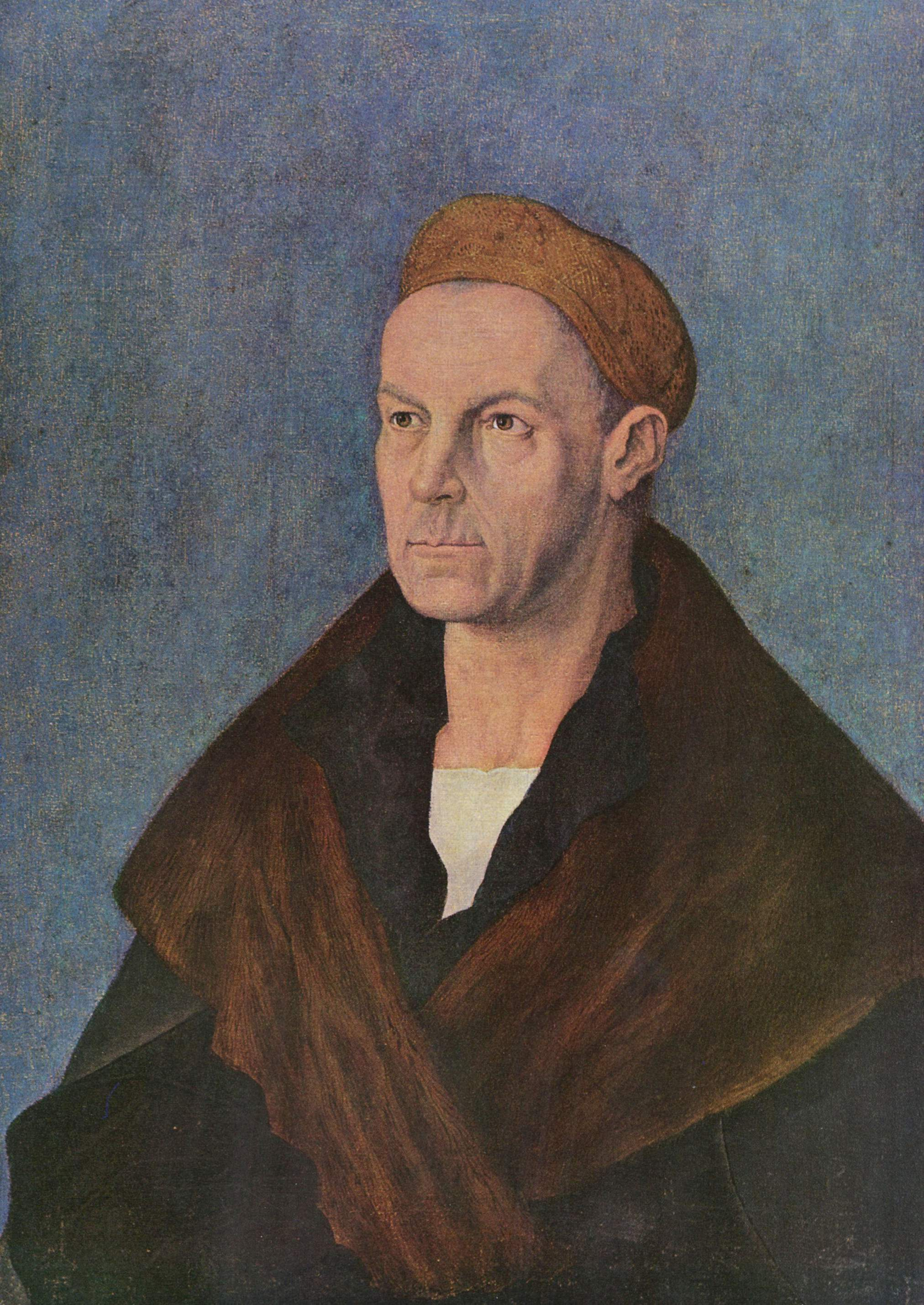
Jakob Fugger der Reiche, Porträt von Albrecht Dürer (um 1519) in der Staatsgalerie Altdeutsche Meister

Die Staatsgalerie Altdeutsche Meister, oft auch als Staatsgalerie in der Katharinenkirche bezeichnet, ist ein Kunstmuseum in der Augsburger Altstadt. Sie wurde nach 1806 gegründet und zog 1835 in die Katharinenkirche des ehemaligen Augsburger Katharinenklosters. Die Galerie ist die älteste Filialgalerie der Bayerischen Staatsgemäldesammlungen. Sie beherbergt die neben der Alten Pinakothek kostbarste Sammlung altdeutscher Malerei in Bayern, vornehmlich „Gemälde der Augsburger und schwäbischen Schule des Spätmittelalters und der Frührenaissance, der großen Zeit der Augsburger Malerei.“

## Lage
Die Staatsgalerie befindet sich in der ehemaligen Katharinenkirche, einem Teil eines alten Klostergebäudes, in der Maximilianstraße im Herzen der Augsburger Altstadt. Der Zugang zur Ausstellung erfolgt über das direkt nebenan gelegene Schaezlerpalais, in dem weitere Kunstsammlungen untergebracht sind.

## Geschichte
Obwohl die Gründung der Staatsgalerie Altdeutsche Meister schon 1806 durch Christian von Mannlich ins Auge gefasst wurde, dauerte es vor allem aus finanziellen Gründen noch fast dreißig Jahre, bis die Galerie am vorgesehenen Platz eröffnet werden konnte. Der staatliche Gemäldebestand war durch die Säkularisation und die Zusammenführung der Mannheimer, Zweibrücker und Düsseldorfer Galerien stark angewachsen.
1835 wurde die Ausstellung in der bis dahin leerstehenden Katharinenkirche in der Augsburger Innenstadt eingerichtet – ein Jahr vor der Alten Pinakothek. Damit ist sie die älteste staatliche Kunstsammlung Bayerns.
Ursprünglich sollte die Sammlung im Ursulinenkloster präsentiert werden. König Max I. Joseph bestätigte jedoch bereits am 21. Oktober 1807 die Katharinenkirche als endgültigen Standort. Bis zur Eröffnung verwahrte man die Bestände im Goldenen Saal des Rathauses und in den beiden angrenzenden Fürstenzimmern. Ab etwa 1810 war die Ausstellung teilweise öffentlich zugänglich. Zahlreiche weitere Bilder befanden sich in Depoträumen im Rathaus. 1821 soll die Kollektion über 1000 Gemälde umfasst haben.
Der Katalog von 1869 verzeichnet über 700 Gemälde des 15. bis 18. Jahrhunderts. Als „Universalgalerie“ beinhaltete die Bildersammlung nahezu alle deutschen Kunstkreise. Wegen des beschränkten Raumes waren die Wände dicht mit Kunstwerken behängt.
Erst gegen Ende des 19. Jahrhunderts begann man mit einer Neugliederung. Diese Maßnahmen wurden während der Amtszeit des Direktors der Zentralgemäldegalerie Franz von Reber (1875–1909) durchgeführt. Sein Nachfolger Hugo von Tschudi zog 1910 zahlreiche Bilder aus Augsburg ab, verstärkte allerdings den Bestand an Werken der schwäbischen Schulen. Diese Aktion wurde allerdings in Augsburg als zentralistisches Machtgebaren aufgefasst und führte sogar zu einer erregten Debatte im Bayerischen Landtag.
Einige Umhängungen des Bestandes und Pläne, die Galerie an einen anderen Standort zu verlegen, dokumentieren während der folgenden Jahrzehnte eine tiefe Unzufriedenheit mit der bestehenden Situation.
Erst nach dem Zweiten Weltkrieg begannen der Staat und die Kommunen, ihre Ausstellungskonzeptionen aufeinander abzustimmen. Die räumliche Verbindung der Städtischen und der Staatlichen Galerie belegt diese Zusammenarbeit in besonderer Weise. Die Staatsgalerie gilt seitdem als weltweit bedeutendste Sammlung Augsburger Malerei der Zeit um 1500. Alle Exponate haben einen direkten Bezug zur Stadt oder dem Umland. Etwa ein Dutzend Gemälde stammt aus dem Katharinenkloster, sind also noch mit ihrem ursprünglichen Bestimmungsort verbunden. Im Mittelpunkt der Ausstellung stehen die sechs Darstellungen der römischen Basiliken, die von Hans Holbein d. Ä. und Hans Burgkmair für den Kapitelsaal des Klosters geschaffen wurden und dort durch Reproduktionen ersetzt wurden.
Während ihres Bestehens musste die Sammlung mehrfach in Sicherheit gebracht werden – unter anderem vor den Bombardements des Zweiten Weltkrieges – wurde aber jedes Mal wieder am angestammten Ort eingerichtet. Zwischen 1998 und 2000 war die Galerie wegen einer umfangreichen Sanierung geschlossen. Während dieser Zeit wurden die Gemälde und Rahmen in München konserviert und teilweise restauriert.
Im Zuge der Generalsanierung und -renovierung des nebenan liegenden Schaezlerpalais, das im Februar 2006 wiedereröffnet wurde, ging man auch zu einer erneuten, grundlegenden Sanierung der Galerie über, die im April 2009 abgeschlossen werden konnte. Seit den Osterfeiertagen dieses Jahres ist die Ausstellung wieder öffentlich zugänglich.

## Trägerschaft
Da sich die Werke der Staatsgalerie überwiegend im Besitz des Freistaats Bayern befinden, ist dieser auch für Unterhaltung und Erweiterung der Sammlung zuständig.
Formal handelt es sich bei der Staatsgalerie Altdeutsche Meister um eine Zweiggalerie der Bayerischen Staatsgemäldesammlungen, deren Hauptsitz sich in der Neuen Pinakothek in München befindet. Einige Exponate sind Leihgaben der Städtischen Kunstsammlungen Augsburg, der Sammlung Schäfer in Schweinfurt, der Kirchengemeinde St. Moritz (Augsburg) und der Kirchenverwaltung Kaisheim.

## Ausstellung

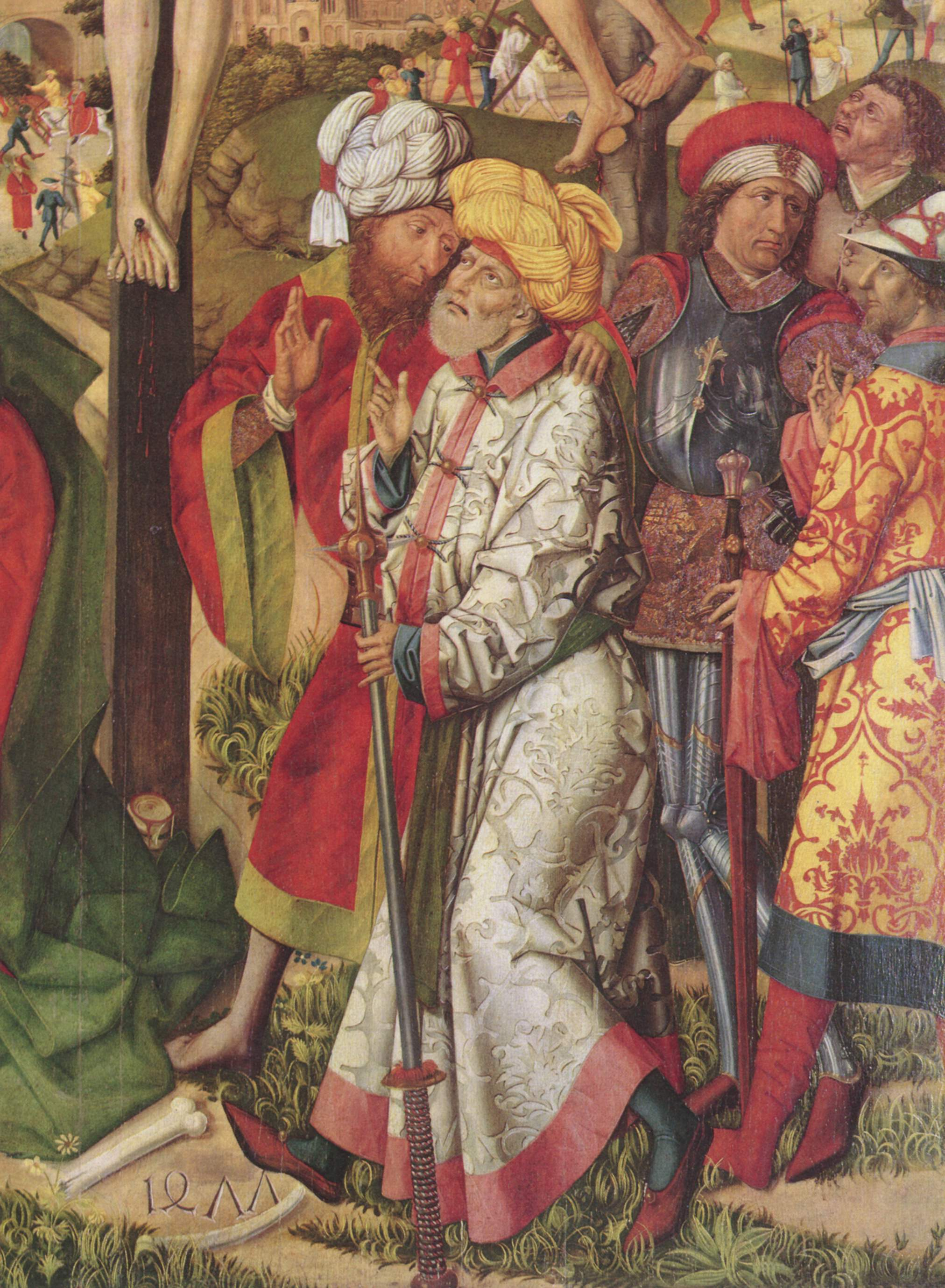
Meister von 1477: Kalvarienberg (1477, Detail)

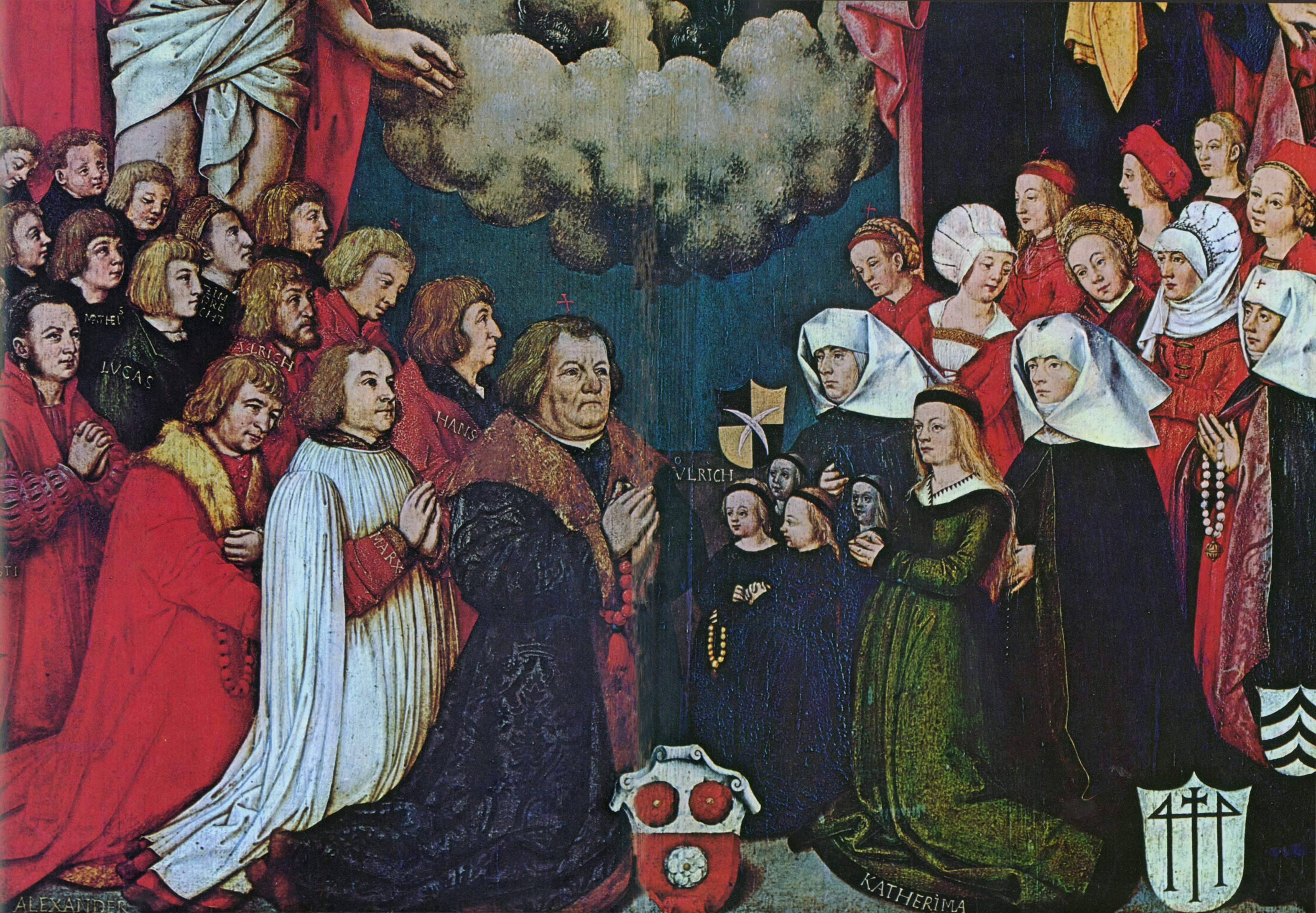
Hans Holbein d. Ä: Votivbild des Ulrich Schwarz (um 1508, Ausschnitt)

Die umfangreiche Sammlung bietet einen Einblick in die Augsburger und schwäbische Kunst um 1500, also zur Blütezeit der Stadt der Fugger und Welser. Sie umfasst zahlreiche Gemälde aus Kirchen und Tafelbilder aus der sogenannten „Augsburger Schule“ des Spätmittelalters und der Frührenaissance. Insgesamt werden nahezu 100 Gemälde in vier Ausstellungsräumen präsentiert. Neben den Hauptwerken des Augsburger Kunstkreises sind Arbeiten aus den benachbarten Reichsstädten Ulm, Memmingen und Nördlingen zu sehen. Einige Gemälde stammen aus den Klöstern Kaisheim, Wettenhausen und Mönchsdeggingen.
Höhepunkt der Ausstellung ist wohl das weltbekannte und in nahezu jedem Geschichtsbuch abgedruckte Porträt Jacob Fuggers, das der Nürnberger Albrecht Dürer um 1519 anfertigte. Daneben dürfen Werke von Hans Holbein dem Älteren, Hans Burgkmair dem Älteren und Lucas Cranach dem Älteren als Kernstücke der wertvollen Sammlung gelten.
Weiterhin geben aber auch Werke von Christoph Amberger, Leonhard Beck, Jörg Breu dem Älteren, Hans Schäufelein, Martin Schaffner, Bartholomäus Zeitblom und aus der sogenannten Apt-Werkstatt einen guten und künstlerisch wertvollen Einblick in die schwäbische Malerei um 1500. Das 15. Jahrhundert wird nur durch einige wenige Werke repräsentiert. Gemälde aus der Zeit bis 1450 fehlen gänzlich. Allgemein haben sich nur sehr wenige Beispiele der frühen Augsburger Tafelmalerei erhalten.
Viele der ausgestellten Tafeln waren Stiftungen bedeutender Augsburger Patriziergeschlechter, etwa der Rehlinger, Stetten, Vetter, Walther, Welser, Riedler, Rephon und Rembold. Einige Stifter wurden auf den Gemälden dargestellt, auch zahlreiche Familienwappen sind erkennbar. Eng verbunden mit der Augsburger Geschichte sind die Porträts des Fürstbischofs Friedrich von Hohenzollern, Konrad Peutingers, des Hans oder Lukas Rem und das berühmte Bildnis Jakob Fuggers.
Das prunkvolle Deckengewölbe der Katharinenkirche, das durch ein Renaissancegemälde von 1517 einen weiteren Blickfänger bietet, entstand nahezu zur gleichen Zeit wie die ausgestellten Kunstwerke und bildet damit einen eigenen Beitrag zum Gesamteindruck. Die Raumaufteilung des frühen 19. Jahrhunderts entspricht den ehemaligen Funktionsbereichen Nonnenempore, Laienkirche und Chor. Der Raumeindruck der ehemaligen Klosterkirche wird jedoch durch die Zwischenwände und das heutige Fußbodenniveau verfälscht. Beim Umbau zur Galerie wurde eine Zwischendecke eingezogen, die knapp über der ehemaligen Nonnenempore liegt.

### Der Basilikazyklus aus dem ehemaligen Kapitelsaal
Zu den bedeutendsten Werken der Staatsgalerie zählen die sechs großen Basilikabilder aus dem ehemaligen Kapitelsaal des Katharinenklosters. Die Tafeln sind Stiftungen der Nonnen des Klosters und erinnern an ein päpstliches Ablassprivileg. Am 19. Oktober 1487 erlaubte Papst Innozenz VIII. den Ordensfrauen, alle Ablässe der römischen Kirchen innerhalb ihrer Klausur zu erwerben. Hierzu waren nur je drei Ave Maria und Paternoster an drei verschiedenen Orten im Kloster zu sprechen. Die Entstehung der Tafeln ist im Zusammenhang mit Umbauten am Kloster zu sehen. Die sechs Gemälde waren jeweils spitzbogig in die oberen Wandfelder unter den Gewölben des im heutigen Holbein-Gymnasium erhaltenen Kapitelsaales eingepasst. Eine Anbringung im Kapitelsaal bezeugt eine Chronik des Klosters von 1752, die auf ältere Quellen zurückgeht. Die jeweils aus drei einzelnen Brettern zusammengesetzten Monumentalbilder wurden dementsprechend bis zu zweieinhalb Meter hoch und vier Meter breit ausgeführt.
Die sechs Bilder entstanden innerhalb von fünf Jahren und zeigen die sieben Pilgerkirchen Roms, wobei eines der Bilder zwei Pilgerkirchen darstellt. 1499 schuf Hans Holbein d. Ä. das erste Gemälde mit der Darstellung der Basilika Santa Maria Maggiore. Hans Burgkmair malte 1501 und 1502 die Peters- (San Pietro in Vaticano) und die Johannesbasilika (San Giovanni in Laterano) während der Abwesenheit seines Konkurrenten Holbein, der Aufträge in Frankfurt und Kaisheim übernommen hatte. 1502 entstand auch die vierte Tafel des Zyklus. Das Bild stellt zwei Basiliken dar, San Lorenzo fuori le mura und San Sebastiano fuori le mura. Eine Inschrift auf der Fassade von San Lorenzo enthält das Monogramm L. F. Es gibt einige Vorschlägen zur Identität dieses Monogrammisten L. F.: Lienhart Framer, Leonhardt Fenndt, Leo Fras oder Fraß oder Maurer, Laux Frö(h)lich oder Freilich, Leonhard Furchsbüchl(er). 1503/04 wurden die beiden letzten Darstellungen der beiden noch fehlenden Pilgerkirchen von der neuen Priorin des Klosters, Veronica Welser, in Auftrag gegeben. Der ältere Holbein und Burgkmair arbeiteten hier gleichzeitig und beeinflussten sich offenbar gegenseitig. Burgkmair malte die Basilika Santa Croce in Gerusalemme mit der Kreuzigung Christi und dem Martyrium der hl. Ursula. Holbein schuf die Tafel der Basilika San Paolo fuori le Mura mit der Dornenkrönung und Darstellungen der Legenda aurea.
Die Abbildungsgenauigkeit der Darstellungen der römischen Kirchen schwankt, sie sind mehr als Sinnbilder, als „Ersatz-Pilgerorte“ zu verstehen und nicht als genaue Dokumentationen ihrer realen Vorbilder. Derartige Ersatzhandlungen waren auch anderen Ortes fester Bestandteil des Ablasswesens. Oft reichte bereits eine Geldspende, um einen entsprechenden Ablass zu erwerben. Zyklen der sieben römischen Hauptkirchen als Stellvertreterstätten ähnlich den Augsburgern gab es auch in Villingen und wohl in Kaufbeuren. Die Klarissen des Klosters St. Clara in Villingen hatten ebenfalls ein päpstliches Ablassprivileg erhalten. Ablassprivilegien ähnlich dem der Augsburger Dominikanerinnen scheint es auch in anderen Frauenklöstern gegeben zu haben. Ein Zyklus mit stilisierten Darstellungen der sieben römischen Hauptkirchen mit den zu ihnen gehörenden Schutzpatronen und den Kirchen zugeordneten Kreuzwegsdarstellungen, der dem Meister des Riedener Altars zugeschrieben wird, befindet sich heute in der Kirche „Coena Domini“ des Herzoglichen Georgianums in München. Er war wohl für das Franziskanerinnen-Kloster Kaufbeuren bestimmt.
| Abbildung | Tafel                          | Maler                | Datierung | Stifterin          |
| --------- | ------------------------------ | -------------------- | --------- | ------------------ |
|           | Santa Maria Maggiore           | Hans Holbein d. Ä.   | 1499      | Dorothea Rehlinger |
|           | San Pietro                     | Hans Burgkmair d. Ä. | 1501      | Anna Riedler       |
|           | San Lorenzo und San Sebastiano | Monogrammist L. F.   | 1502      | Helena Rebhuhn     |
|           | San Giovanni in Laterano       | Hans Burgkmair d. Ä. | 1502      | Barbara Riedler    |
|           | San Paolo fuori le mura        | Hans Holbein d. Ä.   | 1504      | Veronica Welser    |
|           | Santa Croce                    | Hans Burgkmair d. Ä. | 1504      | Veronica Welser    |

Als einziges der Basilikabilder ist das der Basilika San Paolo nicht mehr vollständig erhalten. Auf einer heute im Herzog Anton Ulrich-Museum in Braunschweig befindlichen flüchtigen Nachzeichnung, die vielleicht von Hans Burgkmair dem Älteren stammt, ist der Zustand mit vollem Spitzbogen dokumentiert. Wie auch andere Bilder des Zyklus ist das der Basilika San Paolo durch aufgemaltes Maßwerk in mehrere Bildfelder unterteilt. Die in der Zeichnung sichtbaren äußersten Bildfelder ganz links und ganz rechts wurden zu einem unbekannten Zeitpunkt abgetrennt, Lieb und Stange vermuten eine Entfernung, nachdem das Bild seinen ursprünglichen Ort verlassen hatte. Auf der Braunschweiger Zeichnung sind im Bildfeld ganz links mit einigen Strichen ein oder auch zwei Wappen angedeutet und in dem ganz rechts eine weibliche Gestalt. Eines der vom ursprünglichen Bild abgeschnittene Wappen war wohl das der Stifterin Veronica Welser. Während das Wappen-Bildfeld verloren ist, blieb der größte Teil des rechten Bildfeldes erhalten. Das ursprünglich links senkrecht und rechts durch den ansteigenden Spitzbogen begrenzte Bildfeld ist zu einer in der Form symmetrischen rechteckigen Tafel mit abgeschrägten oberen Ecken beschnitten worden. Die Tafel zeigt ein Bildnis der Stifterin. Sie kam vom Grafen Joseph von Rechberg vor 1817/18 in die Sammlung der Fürsten Oettingen-Wallerstein. Das „Grundbuch der Hochfürstlich Oettingen Wallersteinschen Gallerie altdeutscher Gemaehlde. 1817/18“ führt es als ein Werk des Augsburgers Hans Holbein auf.

### Raum 1
- Anonyme Meister des 15. Jahrhunderts (u. a. Meister der Landsberger Geburt Christi, Meister von Schloss Lichtenstein, Meister von 1477, Monogrammist L.F., Meister von Meßkirch, Petrarca-Meister)
- Thoman Burgkmair
- Hans Burgkmair d. Ä.
- Bernhard Strigel

### Raum 2 (Ehemaliger Chor der Katharinenkirche)
- Bartholomäus Zeitblom
- Hans Holbein d. Ä.
- Lucas Cranach d. Ä.
- Leonhard Beck

### Raum 3 (Ehemalige Laienkirche)
- Basilikazyklus
- Hans Burgkmair d. Ä.
- Hans Holbein d. Ä
- Albrecht Dürer

### Raum 4 (Ehemalige Nonnenempore)
- Christoph Amberger
- Hans Holbein d. Ä.
- Jörg Breu d. Ä.
- Hans Schäufelein
- Apt-Werkstatt
- Martin Schaffner